# Wu Shude
Wu Shude, född 18 september 1959 i Nanning, är en kinesisk före detta tyngdlyftare.
Han blev olympisk guldmedaljör i 56-kilosklassen i tyngdlyftning vid sommarspelen 1984 i Los Angeles.